# Francesco Graziani (Fußballspieler)
Francesco „Ciccio“ Graziani (* 16. Dezember 1952 in Subiaco, Italien) ist ein ehemaliger italienischer Fußballspieler und -trainer.

## Spielerkarriere
Der Mittelstürmer Francesco Graziani begann seine Karriere bei AC Arezzo und wechselte 1973 in die italienische Serie A zu Torino Calcio. Hier wurde er italienischer Nationalspieler und nahm an der Fußball-Weltmeisterschaft 1978 in Argentinien teil. Er stand jedoch von Beginn seiner Nationalteamkarriere im Schatten des Torjägers Paolo Rossi. Der kopfballstarke Graziani wurde vor allem als Joker eingesetzt und kam bei der WM 1978 nur zu drei Kurzeinsätzen. Mit Torino hatte er seine besten Jahre zwischen 1975 und 1977, als er zunächst italienischer Meister wurde und 1977 Vizemeister hinter dem Lokalrivalen Juventus Turin. 1977 wurde er außerdem noch Torschützenkönig der Serie A. In insgesamt 353 Ligaspielen schoss er 131 Tore. Den größten Erfolg auf Vereinsebene verpasste Graziani beim Endspiel im Europapokal der Landesmeister 1984. Gegen den FC Liverpool verlor er mit den Römern 3:5 nach Elfmeterschießen. Auch Graziani verschoss im Olympiastadion in Rom einen Elfmeter.
Graziani stand auch im Kader der Italiener bei der Fußball-Europameisterschaft 1980 in Italien. Er wechselte 1981 von Turin zum AC Florenz, wo er mit Mittelfeldregisseur Giancarlo Antognoni zusammenspielte. Seine Sturmpartner waren hier der argentinische Weltmeister von 1978 Daniel Bertoni und der junge Daniele Massaro. Nationaltrainer Enzo Bearzot berief ihn für die Fußball-Weltmeisterschaft 1982 in Spanien wiederum in den italienischen Kader und setzte diesmal auf eine Doppelspitze mit Rossi und Graziani als Sturmpartner. Die Vorrunde war jedoch eine einzige Enttäuschung. Italien kam nur zu drei Unentschieden, wobei Graziani im letzten Gruppenspiel gegen Kamerun den 1:0-Führungstreffer mit einem Kopfball erzielte.
Italien qualifizierte sich für die zweite Finalrunde, steigerte sich jedoch mit Siegen über die Favoriten Argentinien und Brasilien und wurde schließlich erstmals seit 1938 wieder Weltmeister im Finale gegen Deutschland. Graziani stand bei allen Spielen der Italiener von Beginn an auf dem Platz, Star der Mannschaft war jedoch wieder Rossi, der Torschützenkönig der WM wurde. Graziani verletzte sich dazu noch ausgerechnet im Endspiel und wurde bereits nach sieben Minuten durch Alessandro Altobelli ersetzt, der schließlich in der 81. Minute den 3:0-Führungstreffer besorgte. Graziani absolvierte für Italien 64 Länderspiele und schoss dabei 23 Tore.
Nach Beendigung seiner Nationalmannschaftskarriere wechselte Graziani 1983 von Florenz zum AS Rom und 1986 zu Udinese Calcio, wo er noch zwei Jahre spielte und seine Karriere ein Jahr später bei APIA Leichhardt in Australien beendete.

## Trainerkarriere
Graziani schlug nach seinem Karriereende als aktiver Spieler eine Laufbahn als Vereinstrainer ein und während der Saison 1989/90 wurde er Cheftrainer beim AC Florenz. Nach einer Saison, die auf Platz 12 der Serie A endete, musste er allerdings seinen Posten räumen und erhielt kurze Zeit später den Job beim Zweitligisten Reggina Calcio, wo er erneut als Trainer arbeitete. In der gleichen Saison wurde er entlassen und auch sein Engagement bei US Avellino war wenig erfolgreich und Graziani hielt sich weniger als eine Saison im Amt. Kurz vor dem Saisonende 1991/92 wurde das Arbeitsverhältnis beim Zweitligisten Avellino beendet und Graziani nahm sich eine Auszeit vom Trainergeschäft.
Zur Saison 2000/01 nahm er einen Job beim Drittligisten AS Viterbese Calcio an und führte den Verein zum Ligaerhalt in der Serie C1. Zur nächsten Saison ging er zum damaligen Ligakonkurrenten Catania Calcio, der ebenfalls in der dritthöchsten Liga angesiedelt war. In seiner Debütsaison führte er die Sizilianer zum Aufstieg in die Serie B, doch nach einem unbefriedigenden Start in die Saison 2002/03 wurde ihm gekündigt. Graziani fand eine Anstellung beim Viertligisten Montevarchi Calcio Aquila 1902, den er allerdings nicht auf die Erfolgsspur führen konnte und während der Saison 2003/04 musste er den Verein verlassen. Von 2004 bis 2006 folgte für den Italiener ein Engagement beim AS Cervia, den er von der sechstklassigen Eccellenza zum Aufstieg in die Serie D führte und die Saison 2005/06 auf dem fünften Platz beendete.

## Erfolge und Titel
Als Nationalspieler
- Weltmeister: 1982

Mit seinen Vereinen
- Italienischer Pokalsieger: 1983/84, 1985/86
- Italienischer Meister: 1975/76

Individuelle Erfolge/Ehrungen
- Torschützenkönig (Capocannoniere) der Serie A (21 Treffer): 1976/77
- Torschützenkönig der Coppa Italia (5 Treffer): 1980/81

Als Trainer
- Aufstieg in die Serie B: 2002
- Meister der Eccellenza: 2005